# Marienkirche (Berlino)
La Marienkirche ("chiesa di Santa Maria") è la principale chiesa protestante di Berlino, in Germania. Si trova nel quartiere Mitte, all'interno del grande spazio verde presso la torre della televisione.
È sede del vescovo della Chiesa evangelica di Berlino-Brandenburgo-Slesia e Alta Lusazia. È posta sotto tutela monumentale (Denkmalschutz).

## Storia e descrizione
Fondata per prima volta, in pietra, verso il 1270, venne ricostruita completamente in laterizi dopo l'incendio del 1380 in stile gotico, secondo i canoni del Gotico baltico. La torre venne dotata del coronamento gotico-barocco nel 1790 su disegni di Carl Gottardo Langhans da Landshut.
Uscì indenne dalla Seconda guerra mondiale.
L'interno, del tipo a Hallenkirche, è diviso in tre navate da pilastri a fascio che sorreggono volte a crociera.

## Opere
Vi si conservano pregevoli opere d'arte:
- Danza macabra, affresco lungo 22 metri eseguito nel 1485, il più antico del genere della Germania[2].
- Tomba del conte Sparr, opera di Artus Quellinus il Vecchio, 1663.
- Pulpito, marmoreo, barocco di Schlüter, 1703.
- Organo barocco del 1782.
- Fonte battesimale in bronzo del 1437.
- Altar maggiore barocco del 1762.

## Galleria d'immagini

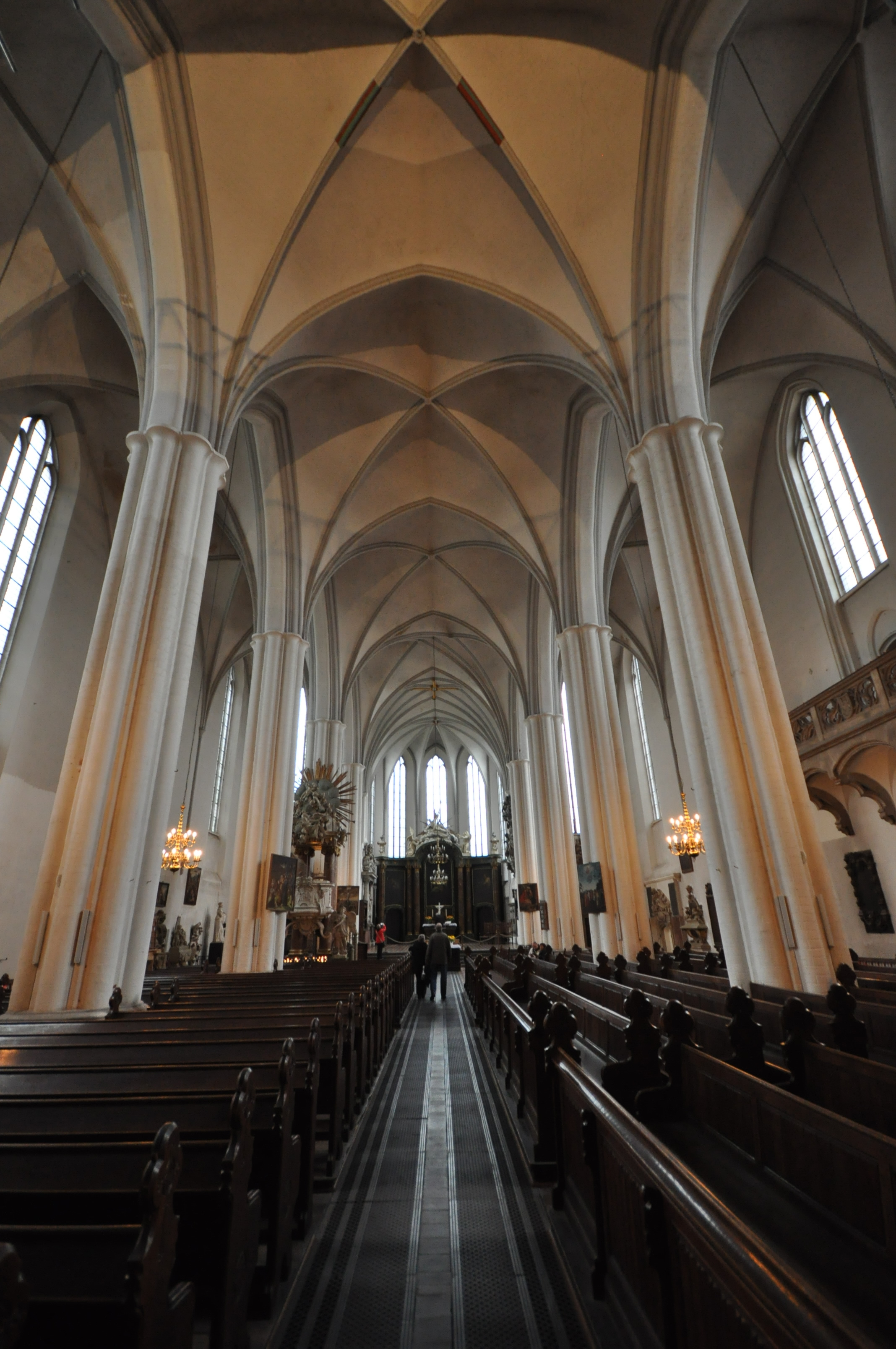
Veduta dell'interno
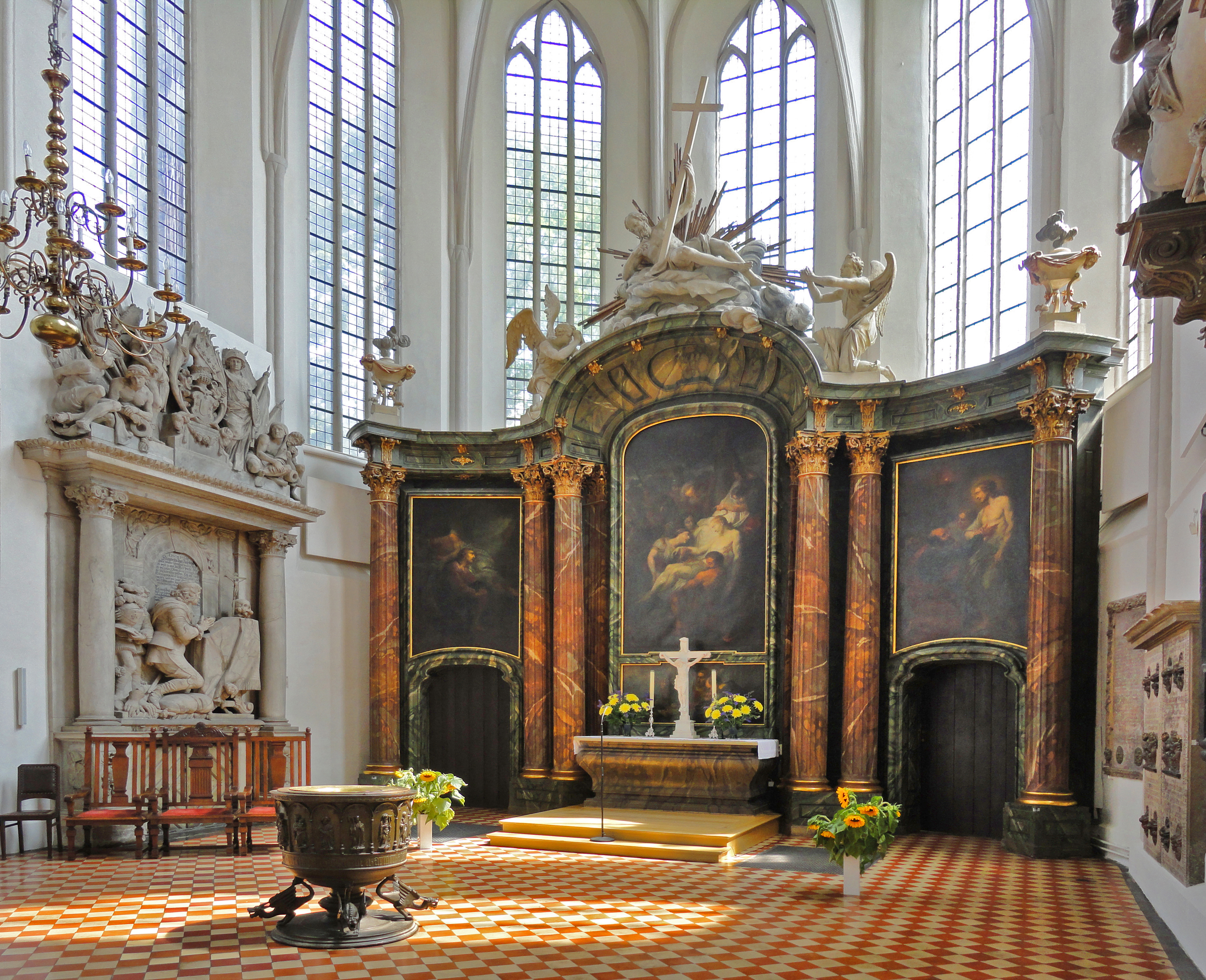
Altare, fonte battesimale e tomba del conte Sparr
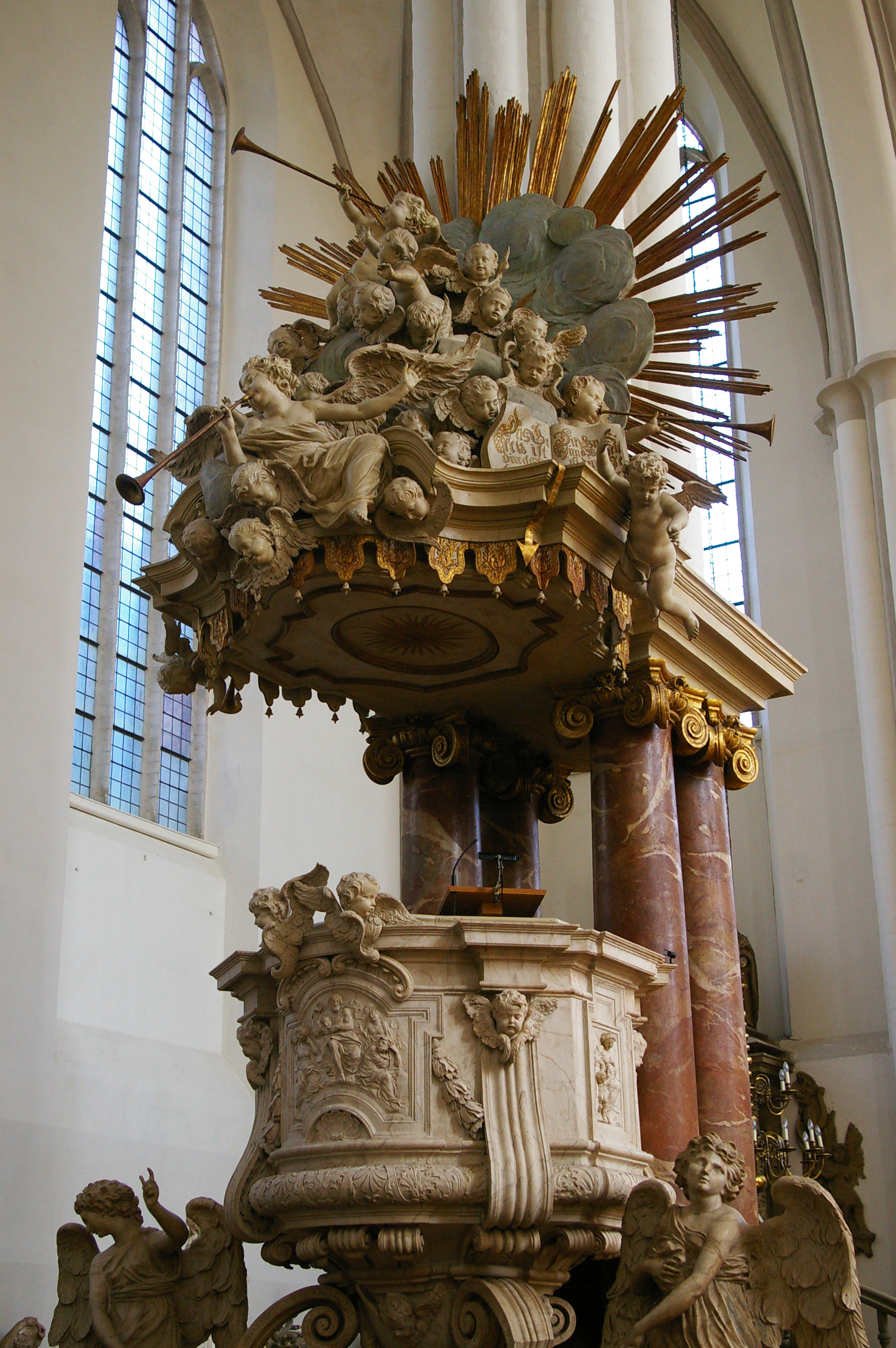
Pulpito
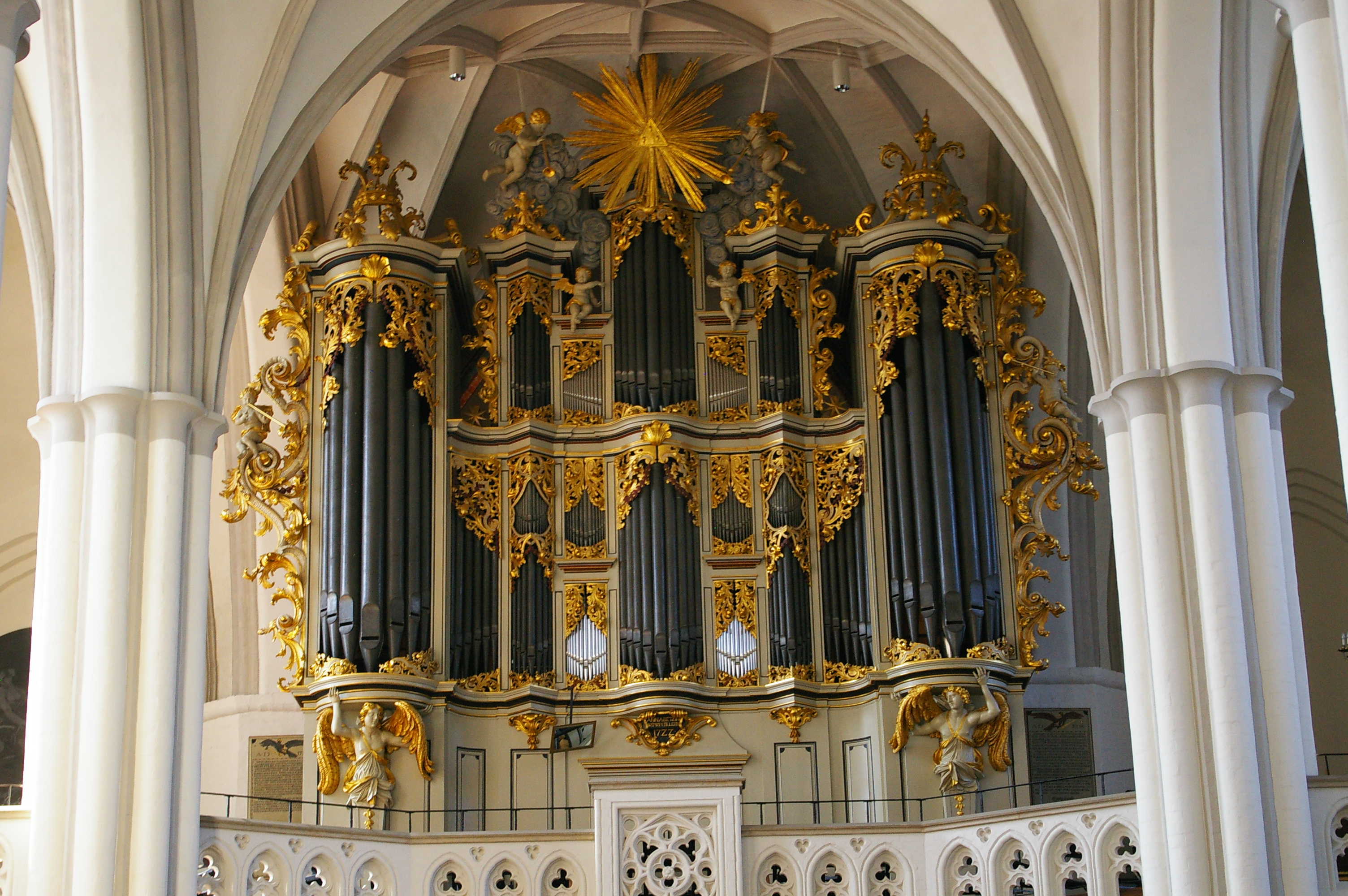
Organo
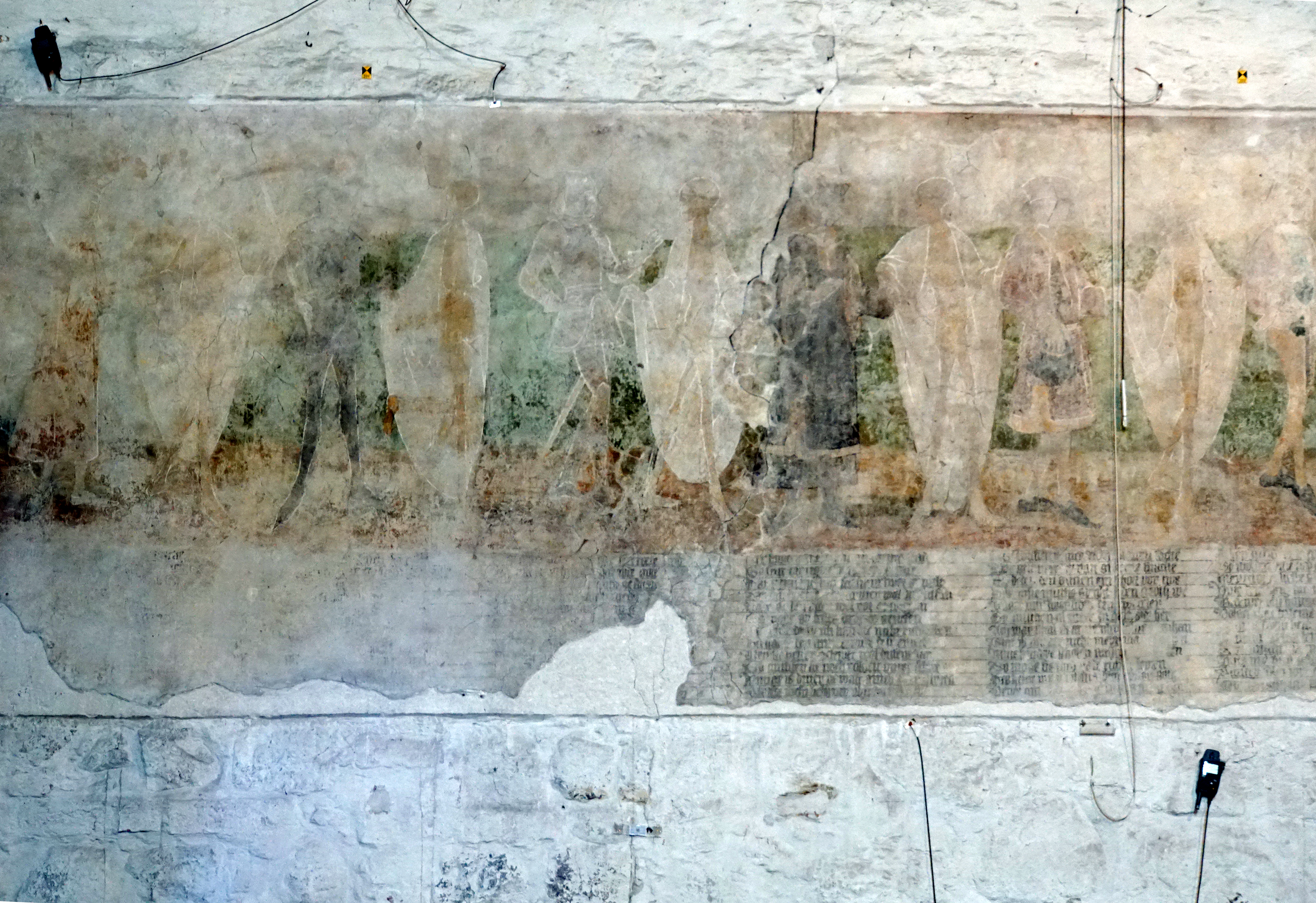
Danza macabra nell'avancorpo
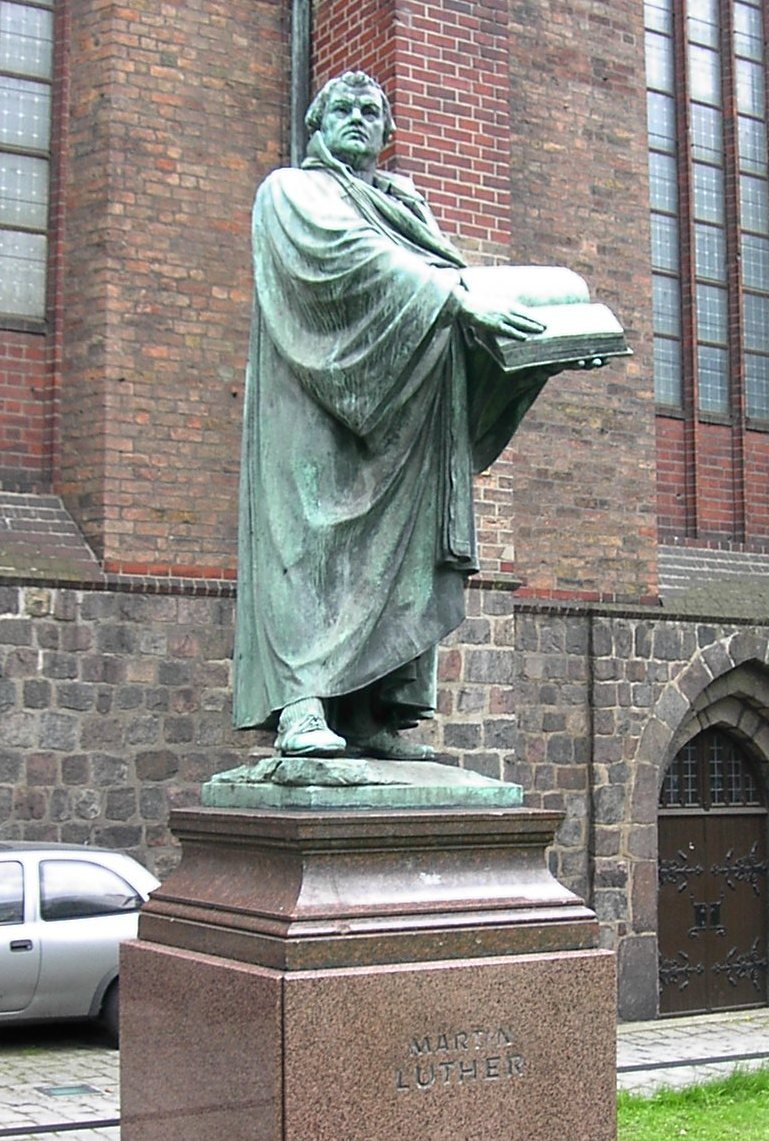
Statua di Martin Lutero fuori dall'edificio

### Testi di approfondimento
- (DE) G. Leh, Die St.-Marien-Kirche zu Berlin, Berlino (Est), 1957.
- (DE) E. Badstübner, Die Marienkirche zu Berlin, in Das christliche Denkmal, fascicolo 90, Berlino (Est), 1972.
- (DE) Marianne Tosetti, St. Marien zu Berlin, 2ª ed., Berlino (Est), Evangelische Verlagsanstalt Berlin, 1974, ISBN non esistente.